# 니코시아 (시칠리아)
니코시아 (it; 갈리아-이탈리아어: Nẹcọscia; 시칠리아어: Nicusìa)는 이탈리아 시칠리아 지역의 엔나도에 있는 코무네이다. 해발 720미터에 위치하며, 네 개의 인상적인 언덕으로 절정을 이루는 바위 덩어리 위에 자리하고 있다. 니코시아의 기원은 불확실하다. 니코시아와 트로이나는 엔나도에서 가장 북쪽에 있는 마을이다. 주변 지역은 전통적으로 소금 광산과 경작지로 이루어져 있었다.

## 역사
엔지오, 에르비타, 이마카라는 역사학자들이 니코시아를 식별하려 시도했던 세 고대 도시이지만, 언급된 도시들이 실제로 니코시아라는 증거는 없다.
이 도시의 현재 이름은 고대 그리스 기원을 시사한다. 이 이름은 성 펠릭스와 함께 도시의 수호성인인 성 니콜라오스(Νίκου Οίκος)의 이름을 따서 지어진 것으로 믿어진다. Níkou Oíkos. 또 다른 이론은 그리스어 "승리의 도시"(Νίκης Οίκος, Níkēs Oíkos)에서 파생되었다는 것이다.
이 도시는 고대 엥기눔(Engynum)의 터에 세워진 것으로 추정된다.
현대 도시는 6세기에 동로마 제국의 식민지 개척자들이 세웠다. 아랍 지배 하에, 그리고 나중에는 노르만인의 지배 하에 확장되었는데, 노르만인들은 롬바르디아주와 피에몬테주에서 온 수많은 이민자들을 "롬바르드인"이라고 부르며 정착시켰고, 이는 현재도 이 도시와 주변 지역에서 사용되는 갈리아-이탈리아어 방언의 기원이 되었다. 구기에르무 2세는 니코시아를 왕실 도시로 만들었다. 팔레르모와 메시나 중간 지점에 위치하여 중요한 전략적 역할을 수행했다. 카를 5세를 포함한 중요한 인물들에게 자주 숙소를 제공했다.

## 인구 통계
| 연도 | 인구   | ±%     |
| ---- | ------ | ------ |
| 1861 | 15,030 | —      |
| 1871 | 14,890 | −0.9%  |
| 1881 | 15,276 | +2.6%  |
| 1901 | 15,811 | +3.5%  |
| 1911 | 16,921 | +7.0%  |
| 1921 | 15,368 | −9.2%  |
| 1931 | 20,531 | +33.6% |
| 1936 | 17,479 | −14.9% |

| 연도 | 인구   | ±%     |
| ---- | ------ | ------ |
| 1951 | 19,275 | +10.3% |
| 1961 | 18,191 | −5.6%  |
| 1971 | 15,324 | −15.8% |
| 1981 | 15,212 | −0.7%  |
| 1991 | 15,029 | −1.2%  |
| 2001 | 14,812 | −1.4%  |
| 2011 | 14,272 | −3.6%  |
| 2021 | 12,877 | −9.8%  |

## 마을 구조
니코시아의 과거와 현재 구조는 동로마 점령의 예술적, 문화적 유산을 보여준다. 그 역사의 조각들은 교회, 궁전, 빌라, 심지어 가난한 주거 지역에서도 눈에 띈다. 니코시아의 다양한 부분을 통해 원형으로 연결된 길이 있으며, 이는 "델 카스텔로", "델 살바토레", "디 몬테올리베토", "데이 카푸치니" 바위 언덕에 밀집되어 있다. 독특한 구조 때문에 니코시아는 "하늘로 가는 계단"처럼 보인다. 마을을 걷다 보면 "라 모타 살리넬라", "라 모타 S. 실베스트로", "라 비아"와 같은 귀족 빌라가 있는 중세 및 바로크 시대 부분이 주요 볼거리이다. 니코시아는 아마도 시골 생활과 여러 세대의 시골 사람들의 문화적 유산을 증명하는 마세리(masseria)로 더 잘 표현될 것이다.

## 주요 볼거리

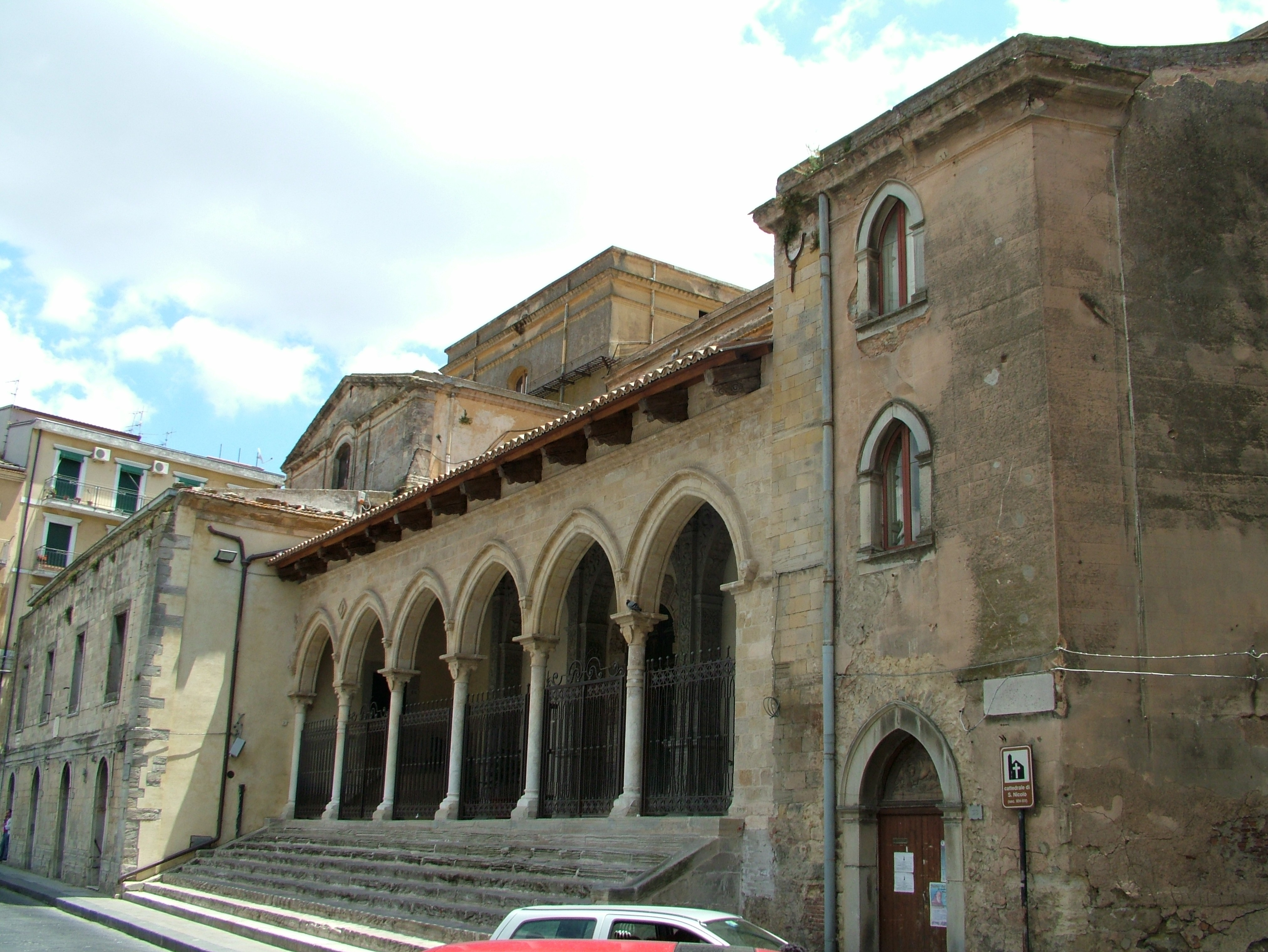
니코시아 대성당

- 대성당: 14세기에 기존 노르만 건축물 위에 세워졌으며, 성 니콜라오스에게 헌정되었다. 파사드에는 주목할 만한 15세기 포털이 있으며, 내부에는 호세 데 리베라의 그림이 소장되어 있다. 종탑은 13세기 것이다.
- 산타 마리아 마조레: 16세기 성수반, 카를 5세의 왕좌, 안토넬로 가기니의 아름다운 대리석 제단화를 소장하고 있다.
- 산 베네데토: 14세기 교회
- 산 비아조: 주세페 벨라스케스의 그림과 안토넬로 가기니의 삼면화가 있다.
- 카르미네 교회: 안토넬로 가기니의 수태고지 그림을 소장하고 있다.
- 산티시모 살바토레: 마을 위 봉우리 꼭대기에 있는 교회
- 팔라초 치리노

마을 위쪽에는 노르만 성의 유적도 남아있다.